# پنجه‌ها (ترانه)
«پنجه‌ها» (به انگلیسی: Claws) یک ترانه توسط خواننده-ترانه‌سرای انگلیسی، چارلی ایکس‌سی‌ایکس است. این ترانه در تاریخ ۲۳ آوریل سال ۲۰۲۰ به عنوان دومین تک‌آهنگ از چهارمین آلبوم استودیویی وی، الان چه حسی دارم منتشر شد. این ترانه درست مثل تک‌آهنگ قبلی، برای همیشه، دارای سه کاور هنری رسمی می‌باشد که توسط تیموتی لوک، نیکد چری و سارا کواینار طراحی شده اند. «پنجه‌ها» به عنوان یکی از بهترین ترانه‌های سال ۲۰۲۰ در ان‌ام‌ئی و رولینگ استون نامگذاری شده است.

## موزیک ویدئو
موزیک ویدئو برای این ترانه در تاریخ ۱ مه بر روی یوتیوب منتشر شد. به منظور درمانی برای بهتر شدن موزیک ویدئو، این ویدئو توسط شارلوت رادرفورد به همراه کارگردانی دوست پسر ایکس‌سی‌ایکس شده است. این ویدئو در سبکی از نوع ولاگ روی یک صفحه سبز رنگ با پس‌زمینه های کلیددار گرفته شده است که شامل رنگین‌کمان ها، کوه‌های یخ، کفش‌های پاشنه بلند و ماشین‌های ورزشی می‌شود. از زمان اولین نمایش این موزیک ویدئو، وی صفحه سبز بدون ویرایش را منتشر کرده است که به طرفداران اجازه دانلود و بازی کردن با پس‌زمینه های مختلف را می‌دهد.

## چارت‌ها
| چارت (۲۰۲۰)                        | اوج موقعیت |
| ---------------------------------- | ---------- |
| تک‌آهنگ های داغ نیوزیلند (آرام‌ان‌زد) | ۲۵         |

## پرسنل
کردیت‌ها از تیدال اقتباس شده اند
- چارلی ایکس‌سی‌ایکس – صدا، ترانه‌سرایی
- دیلن بردی – ترانه‌سرایی، تولید، تولید کردن صدا
- بی‌جی برتون – ترانه‌سرایی، تولید، مهندسی
- گئوف سوان – مخلوط کردن
- استوارت هاوکز – مسترینگ
- نیکو باتیستینی – دستیار مخلوط مهندسی